# J. J. Darboven

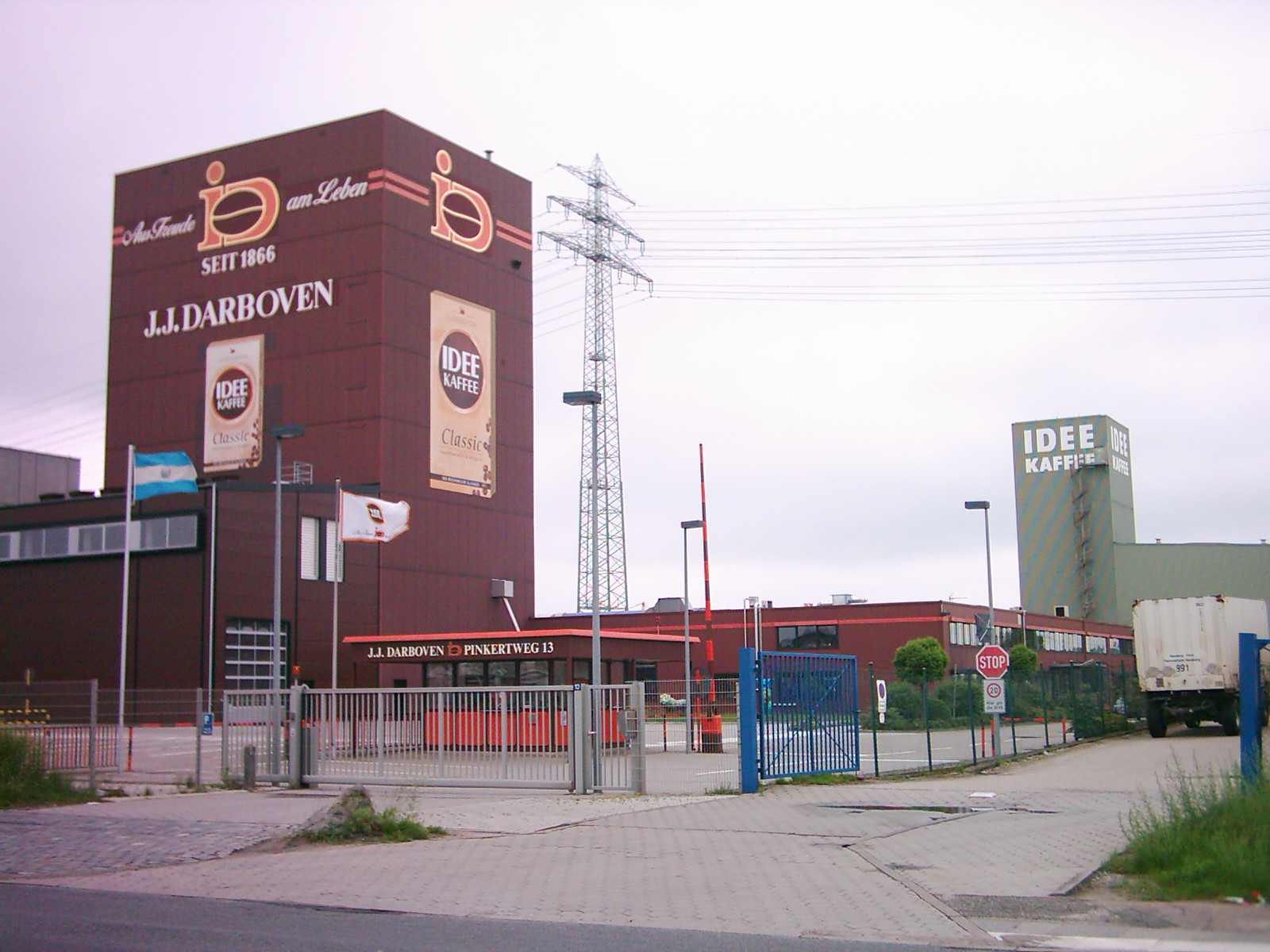
Die Kaffeerösterei J. J. Darboven in Hamburg-Billbrook (2007)

Die J. J. Darboven Holding AG & Co. KG ist die Konzernobergesellschaft einer in Hamburg ansässigen und international tätigen Kaffeerösterei. Die Firmengruppe besteht aus elf Tochterfirmen in neun europäischen Ländern. Das Hauptgeschäft des 1866 gegründeten Familienunternehmens ist die Einfuhr und das Rösten von sowie der Handel mit Kaffee, aber auch mit Tee und Kakao.
Zu den in der Gastronomie und dem Lebensmittelhandel vertriebenen Marken gehören Idee-, Mövenpick- sowie Eilles-Kaffee und die fairtrade-zertifizierte Kaffeemarke Café Intención.

## Firmengeschichte
Gegründet wurde das Unternehmen 1866 von Johann Joachim Darboven. Er füllte bereits gerösteten Kaffee in Tüten ab und versandte sie an Haushalte. Beides waren damals neue Methoden des Kaffeevertriebs. Johann Joachim Darboven starb im Jahr 1909. Das Unternehmen wurde von den Söhnen Arthur und Cäsar weitergeführt und in der nachfolgenden Generation durch Herbert und Albert Darboven.

IDEE Kaffee-Logo

Logovariante J.J. Darboven

Unter dem bereits 1915 entwickelten Markennamen Idee-Kaffee wurde ab 1927 ein als besonders bekömmlich beworbener Kaffee angeboten. Er wurde mit einem von Karl Lendrich vom Hygienischen Institut in Hamburg entwickelten Veredelungsfahren hergestellt, das Reiz- und Bitterstoffe bei vollem Erhalt des Geschmacks reduzieren sollte. Die J. J. Darboven erhielt dafür später ein Patent für „magenfreundlichen Kaffee“.

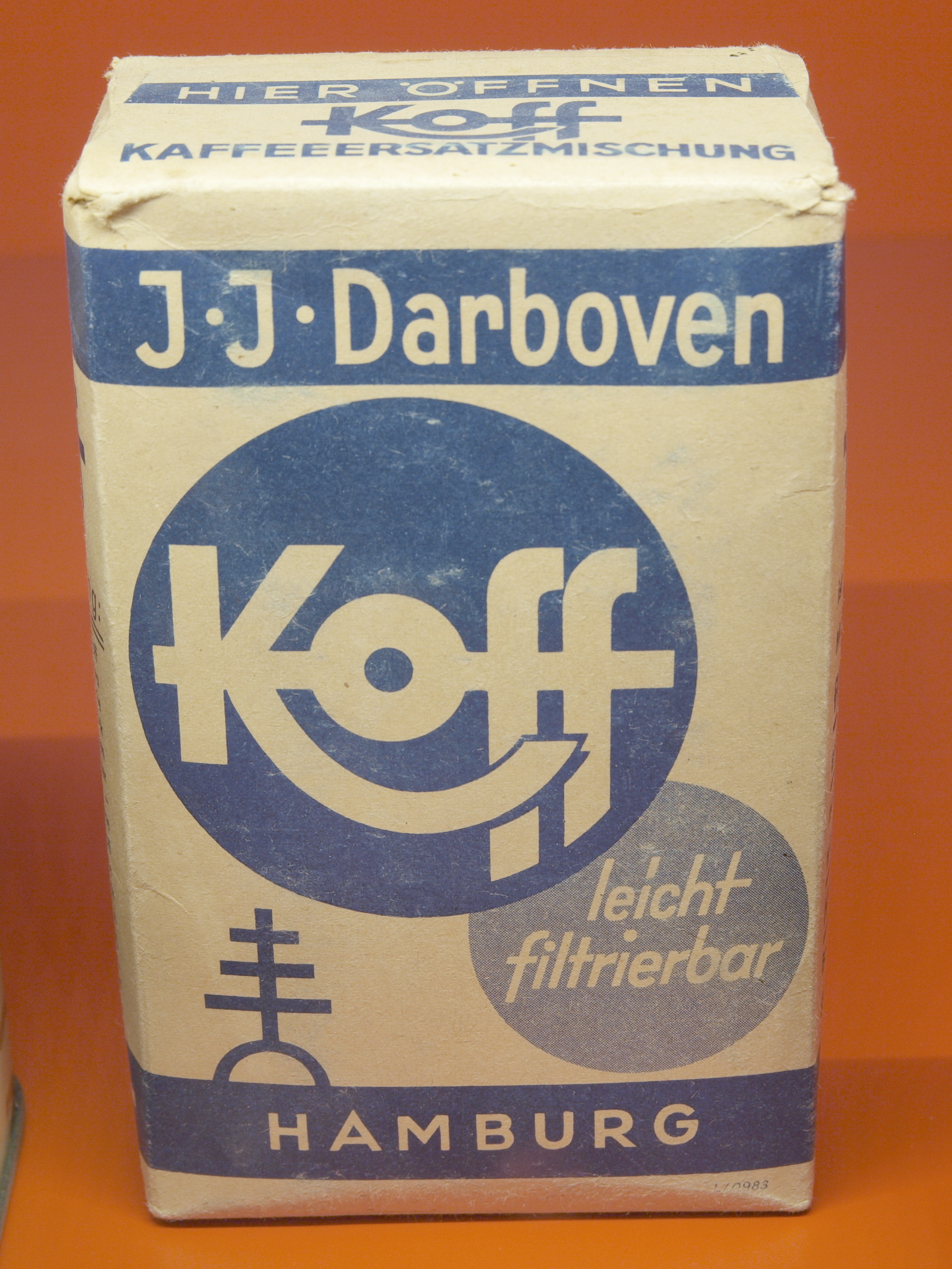
Ersatzkaffee Koff aus dem Zweiten Weltkrieg im Museum für Hamburgische Geschichte

Im Zweiten Weltkrieg wurde aufgrund fehlenden Rohkaffees der Ersatzkaffee Koff hergestellt. Nach der Währungsreform von 1948 stellte die Firma ihre Produktion wieder auf echten Kaffee um.
Mit der Darbohne schuf das Unternehmen in den 1920er Jahren eine frühe Comicfigur in der Werbung.
Der Gastronomievertrieb begann unter Cäsar Darboven im Jahr 1930. Die erste Auslandstochter wurde 1961 in den Niederlanden gegründet. Weitere Töchter im europäischen Ausland folgten. Die erste Fernsehwerbung setzte J. J. Darboven im Jahr 1963 unter der Unternehmensführung von Nicolaus Darboven ein. 1980 begann die Vertriebskooperation mit Mövenpick Kaffee. 1987 wurde die Firma Eilles mit ihren 50 eigenen Fachgeschäften übernommen. 1993 wurde mit Café Intención TransFair-Kaffee auf Basis des fairen Handels eingeführt. Außerdem wurden die Marken Alberto und Alfredo Espresso für Kaffee nach italienischer Art sowie Sansibar (benannt nach dem Restaurant auf Sylt) für „exklusive Kaffeespezialitäten“ aufgebaut.
2016 kaufte die Arko GmbH die 35 Eilles-Fachgeschäfte im süddeutschen Raum, die ihren Namen behielten. Gleichzeitig wurde die Arko-Rösterei in Wahlstedt an Darboven abgegeben.
Mit Arthur Ernesto Darboven, dem Albert Darboven 2002 die Geschäftsführung übertragen hatte, arbeitete die vierte Generation der Familie in dem Unternehmen. 2008 jedoch verließ er das Unternehmen nach Meinungsverschiedenheiten mit seinem Vater. Dieser widerrief später auch eine zwischenzeitliche Schenkung weiterer Firmenanteile an seinen Sohn.

## Anteilseigner
(Stand: 9. Februar 2022)
1. Arndt Darboven – ca. 13,3 %
2. Behrendt Darboven  – ca. 11,7 %
3. Arthur Ernesto Darboven – ca. 24,7 %
4. Johann Arthur Darboven – ca. 1,4 %
5. Anna Carolina Darboven – ca. 1,4 %
6. Hans Albert Eugen Darboven – ca. 47,4 %

## Kritik
In diversen Gerichtsurteilen wurde dem Unternehmen mehrfach untersagt, als Werbestrategie des Idee-Kaffees gesundheitsbezogene Werbeaussagen zu treffen, so erstmals 1937 durch das Reichsgericht (RG GRUR 1937, 396).
In ihrem Urteil vom 11. Juli 1975 erkannte der BGH die Werbung als irreführend im Sinne des UWG § 3, da die Werbeaussage „Idee-Kaffee ist magenfreundlich veredelt, also von unerwünschten Röstreizstoffen weitestgehend befreit, die Beschwerden an Magen, Leber und Galle verursachen können“ nicht eindeutig erkennen lasse, dass das Erzeugnis allenfalls für einen Teil der Kaffee-Empfindlichen bekömmlich sei, dass aber ein anderer Teil der Kaffee-Empfindlichen den bearbeiteten Kaffee nicht gut vertrage.
Im Juni 2010 wurde dem Deutschen Kaffee-Verband Hamburg vom Bundeskartellamt vorgeworfen, mit einer Pressemitteilung im Februar 2005 ein Kartell von Kaffeeunternehmen gefördert zu haben, weswegen ein Bußgeld von bis zu 90.000 € verhängt wurde. Zu den beteiligten Kaffeeröstereien gehörten neben den Unternehmen Kraft Foods Außer Haus Service (Bremen), Tchibo (Hamburg), Luigi Lavazza Deutschland (Frankfurt), Seeberger (Ulm), Segafredo Zanetti Deutschland (München), Gebr. Westhoff (Bremen) und Melitta System Service (Minden) auch J. J. Darboven. Den letzteren beiden Unternehmen wurden die Geldbußen, die insgesamt 30 Millionen Euro umfassten, wegen ihrer Kooperation bei der Aufklärung der Vorwürfe reduziert.
Im Jahr 2021 wurde das Unternehmen für ihre Mövenpick Kaffeekapseln Green Cap für den Goldenen Windbeutel nominiert. Diese Kaffeekapseln wurden fälschlicherweise als kompostierbar beworben. Auf Druck von der Verbraucherschutzorganisation foodwatch, die Darboven wegen der Werbelüge abmahnte, nahm Darboven die Kapseln zu Ende Juni 2022 aus dem Handel.

## Darboven IDEE-Förderpreis
Der Darboven IDEE-Förderpreis ist ein Preis für Gründerinnen und wird seit 1997 aufgrund klar definierter Kriterien vergeben. Im Vordergrund stehen dabei
- der Innovationsgrad der Geschäftsidee
- das tragfähige Business-Konzept
- das persönliche Engagement der Gründerin
- die Nachhaltigkeit (sozial, ökologisch, ökonomisch) der Gründungsidee[12]